# Eleutherodactylus melatrigonum
Espèce
Synonymes
- Eleutherodactylus audanti melatrigonum Schwartz, 1966

Eleutherodactylus melatrigonum est une espèce d'amphibiens de la famille des Eleutherodactylidae.

## Répartition
Cette espèce est endémique de la province de La Vega en République dominicaine. Elle se rencontre vers 1 500 m d'altitude dans la cordillère Centrale.

## Publication originale
- Schwartz, 1966 : The relationships of four small Hispaniolan Eleutherodactylus (Leptodactylidae). Museum of Comparative Zoology, vol. 133, p. 369–399 (texte intégral).